# Erntedank. Ein Allgäu-Krimi
Erntedank. Ein Allgäu-Krimi ist eine vom Bayerischen Rundfunk produzierte Fernsehkomödie aus dem Jahre 2009. Der Film gehört zur Heimatkrimi-Reihe des BR und ist in diesem Rahmen die erste Literaturverfilmung eines Kommissar-Kluftinger-Krimis. Sie basiert auf dem gleichnamigen Roman von Volker Klüpfel und Michael Kobr. Regie führte Rainer Kaufmann.

## Handlung
Kriminalhauptkommissar Kluftinger hat gerade damit zu tun, seine Apfelernte zum Mosten zu fahren. Mit seinem viel zu schwer beladenen Wagen wird er auf der Landstraße von einer jungen Polizistin angehalten, die ihn auffordert, das Gewicht des Autos zu reduzieren. Nachdem sie erfährt, dass sie gerade einen Kollegen maßregelt, entschuldigt sie sich zwar, besteht aber auf ihrer Forderung, der Einhaltung des zulässigen Höchstgewichts. Kurzerhand lädt Kluftinger die Hälfte seiner Fracht in den Polizeiwagen der jungen Kollegin. Gemeinsam wollen sie nun zur Mosterei fahren, doch kommt ihnen ein Mordfall dazwischen. Auf einer Anhöhe wurde die Leiche eines Unbekannten gefunden, dem der Mörder eine tote Krähe auf den Rücken gelegt hat. Alles deutet auf einen Ritualmord, denn dem Toten wurden mit dem Schnabel der Krähe die Augen ausgehackt. Anhand der Vermisstenmeldungen kann der Tote als der Reiseveranstalter Gernot Sutter identifiziert werden, der fast ausschließlich Kaffeefahrten organisierte und sich dabei nicht sehr beliebt gemacht hatte. Eine seiner Kundinnen, die sich betrogen fühlte, hatte ihn sogar verklagt, was letztendlich vor Gericht endete. Kluftinger kontaktiert Richter Günter Hartmann, der seinerzeit bei dem Prozess den Vorsitz hatte. Dieser berichtet von Drohungen, die Heinz Brentano, der Sohn dieser Frau, gegen Sutter ausgesprochen hatte. Brentano wird verhört und als dringend tatverdächtig in Haft behalten. Für Kluftingers Chef Lodenbacher scheint der Fall damit abgeschlossen, doch unerwartet ereignete sich ein weiterer Mord. Michaela Heiligenfeld, eine Frauenärztin aus Memmingen, wird tot in einem Fluss gefunden. Auch hier hat der Mörder ein mystisches Ritual an der Leiche veranstaltet. Lodenbacher ist ungehalten, solche Mordfälle kurz vor dem Erntedankfest passen nicht gut in sein Konzept. Er will für den Landtag kandidieren und kann keine negativen Presseberichte brauchen.
So wird mit Hochdruck an der Aufklärung der Morde gearbeitet. Während Kluftingers ehrgeiziger Kollege Maier sachlich und mit Elan an die Recherchen geht, sucht Kluftinger Rat bei einem Schamanen. Seit dieser Ritualmorde schläft der Kommissar schlecht und hat im Traum mystische Erscheinungen. Auch Krähen kreuzen immer wieder seinen Weg und so stößt er allmählich auf eine alte Sage, wonach im Mittelalter ein Raubritter seine Unwesen getrieben hatte, dem von Krähen auf seinem Sterbebett die Augen ausgehackt worden waren. Sutter war ebenso eine Art Raubritter, der sich an seinen Kunden bereichert hatte. Beim zweiten Opfer handelt es sich um eine Frau, die zu Lebzeiten viele Schwangerschaftsabbrüche vorgenommen hatte. Hier ergeben sich Parallelen zu einer Sage, bei der eine Frau elf ihrer Söhne im Fluss ertränkt hatte. Ebenso wie Sutter musste sich die Frauenärztin auch einmal vor Gericht verantworten. Bei einer der Abtreibungen war es zu Komplikationen gekommen. Kluftinger fällt auf, dass in beiden Fällen Richter Hartmann den Vorsitz hatte, der vor wenigen Wochen vom Straf- in das Zivilrecht gewechselt hatte. Des Weiteren haben beide Opfer bei ihren Berufungsverfahren vor einem anderen Richter einen Freispruch erhalten. Kluftinger spricht mit Staatsanwalt Möbius über seinen Verdacht, dass Hartmann womöglich das Recht in seine eigenen Hände genommen haben könnte. Dieser teilt Kluftingers Vermutung und da es weitere „Hartmann“-Fälle gibt, die derzeit vor dem Berufungsgericht verhandelt werden, könnten die Betroffenen in Gefahr sein. Kluftinger erwirkt eine Hausdurchsuchung bei Hartmann, die jedoch, außer diverser Bücher über alte Sagen, nichts Belastendes zutage bringt. Dagegen führt die Tatsache, dass Hartmann Gründungsmitglied des Heimatvereins ist, der sich vehement für ein „sauberes Allgäu“ einsetzt, zu ähnlich radikal denkenden Mitgliedern des Vereins. Zwei davon sind Jakob Urban und seine Mutter Rubina, die Kluftinger bereits bei seinen Recherchen kennengelernt und dabei den verwirrten Gerechtigkeitssinn dieser Frau bemerkt hatte. Als sich der Kommissar in Jacobs Zimmer umsieht, findet er eindeutige Hinweise zu den beiden Opfern und ein Versteck, in welchem bis vor kurzem ein junger Mann gefangen gehalten wurde, der ebenfalls mit dem Richter im Konflikt liegt. Da anzunehmen ist, dass somit Alexander Diepka das nächste Opfer werden soll, wird mit Hochdruck nach Jacob Urban gefahndet. Kluftinger gelingt es, zusammen mit seinen Kollegen Hefele und Maier den Gesuchten zu finden und Alexander Diepka zu befreien.
Für Kluftinger steht fest, dass Hartmann Urban zu den Morden angestiftet und seine Mutter ihn als ein „Werkzeug Gottes“ angesehen hat, um der Gerechtigkeit zu dienen. So werden die Urbans und auch Richter Hartmann festgenommen. Hartmann ist zwar der Meinung, dass Kluftinger ihm nichts beweisen könne, doch ist der Kommissar davon überzeugt, dass ihm das gelingen wird.

## Hintergrund
Die Figur des Kommissar Kluftinger wird als ein liebenswert altmodischer Held wider Willen dargestellt. Er mag weder Größenwahn noch Eitelkeit und liebt seine Heimat. Zu Kluftingers Bekanntenkreis gehört der „G’scheithafa“ Dr. Langhammer, den er eigentlich nicht besonders mag, aber notgedrungen häufig trifft, da er mit der besten Freundin von Kluftingers Frau Erika verheiratet ist. Für Kluftinger fast unerträglich, nutzt Langhammer jedes Treffen dazu, eine seiner neuesten Lebensweisheiten an den Mann zu bringen.
Bei den speziellen Allgäuer Sagen, auf die im Film Bezug genommen wird, handelt es sich um die des Ritters Kuno von Rappenscheuchen, der Sage der zwölf Knaben., sowie der Sage des Dengelsteins, der im Wald zwischen Betzigau und Görisried liegt.

## Kritik
Rainer Tittelbach von tittelbach.tv meinte zu diesem Krimi: „‚Erntedank‘ ist erfrischend altmodisch erzählt. Es wird nicht getrickst mit der so beliebten Parallelmontage, sondern dichte, konzentrierte Szenen sind das Herzstück des Films.“ Des Weiteren findet er: „Diese urige, charakterstarke Kriminalkomödie ist ein seltenes Musterbeispiel für ein anderes Genreerzählen. Wann legte sich zuletzt bei einem Krimi ein solch wohliges Dauerschmunzeln auf die Wangen des Betrachters?!“
Bei Kino.de hieß es: „In Rainer Kaufmanns herrlicher Heimatkrimikomödie überzeugt Herbert Knaup in der Rolle des schroffen Kemptener Kommissars Kluftinger auf ganzer Linie.“ Der Regisseur „überzeugt ebenso durch seine Schauspielführung, wie durch sein immer wieder unter Beweis gestelltes Gespür für Skurriles, aber auch eine gewisse Verspieltheit, die in einzelnen Bildern und Zwischenschnitten zum Ausdruck kommt, mit denen er den mythologischen Charakter des Verbrechens hervorhebt.“
Auch die Kritiker der Fernsehzeitschrift TV Spielfilm werteten positiv und schrieben: „Behäbig, bodenständig, bauernschlau: Der Allgäuer Herbert Knaup verkörpert den Romanhelden perfekt.“ Fazit: „Zünftiger, liebenswerter Lokalkrimi“.